# Llista d'espècies d'oxiòpids

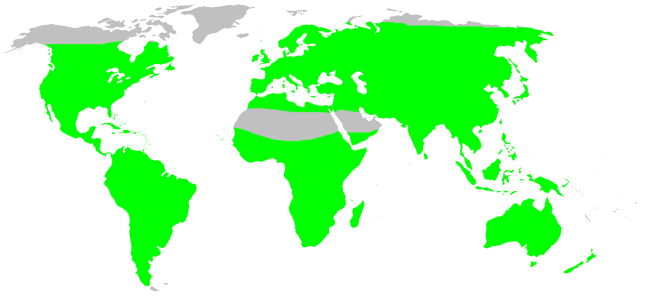
Distribució dels oxiòpids

Aquesta és la llista d'espècies de oxiòpids, una família d'aranyes araneomorfes. Conté la informació recollida fins al 2 de novembre de 2006 i hi ha citats 9 gèneres i 419 espècies, però la majoria formen part dels gèneres Oxyopes amb 284 espècies, Hamataliwa amb 58 i Peucetia amb 44 espècies. La seva distribució és molt extensa i es poden trobar arreu del món, excepte a la zona del Sàhara, i a una petita franja molt septentrional del planeta.

## Gèneres i espècies

### Hamataliwa
Hamataliwa Keyserling, 1887
- Hamataliwa albibarbis (Mello-Leitão, 1947) (Brasil)
- Hamataliwa argyrescens Mello-Leitão, 1929 (Brasil)
- Hamataliwa aurita Zhang, Zhu & Song, 2005 (Xina)
- Hamataliwa banksi (Mello-Leitão, 1928) (Mèxic fins a Costa Rica)
- Hamataliwa barroana (Chamberlin & Ivie, 1936) (Mèxic fins a Panamà)
- Hamataliwa bicolor (Mello-Leitão, 1929) (Brasil)
- Hamataliwa bituberculata (Mello-Leitão, 1929) (Brasil, Guyana)
- Hamataliwa brunnea (F. O. P.-Cambridge, 1902) (Mèxic)
- Hamataliwa buelowae Mello-Leitão, 1945 (Argentina)
- Hamataliwa bufo Brady, 1970 (Panamà)
- Hamataliwa caudata Mello-Leitão, 1929 (Brasil)
- Hamataliwa cavata (Kraus, 1955) (El Salvador)
- Hamataliwa cheta Brady, 1970 (Guatemala)
- Hamataliwa circularis (Kraus, 1955) (El Salvador)
- Hamataliwa communicans (Chamberlin, 1925) (Hispaniola)
- Hamataliwa cooki Grimshaw, 1989 (Territori del Nord, Queensland)
- Hamataliwa cordata Zhang, Zhu & Song, 2005 (Xina)
- Hamataliwa crocata Brady, 1970 (Panamà)
- Hamataliwa difficilis (O. P.-Cambridge, 1894) (Mèxic)
- Hamataliwa dimidiata (Soares & Camargo, 1948) (Brasil)
- Hamataliwa dubia (Mello-Leitão, 1929) (Brasil)
- Hamataliwa facilis (O. P.-Cambridge, 1894) (Mèxic, Guatemala)
- Hamataliwa flebilis (O. P.-Cambridge, 1894) (Mèxic fins a Panamà)
- Hamataliwa fronticornis (Lessert, 1927) (Congo)
- Hamataliwa globosa (F. O. P.-Cambridge, 1902) (Mèxic fins a Panamà)
- Hamataliwa grisea Keyserling, 1887 (EUA, Mèxic)
- Hamataliwa haytiana (Chamberlin, 1925) (Hispaniola)
- Hamataliwa helia (Chamberlin, 1929) (EUA, Mèxic)
- Hamataliwa hista Brady, 1970 (Panamà)
- Hamataliwa kulczynskii (Lessert, 1915) (Etiòpia, Est, Sud-àfrica)
- Hamataliwa labialis (Song, 1991) (Xina)
- Hamataliwa laeta (O. P.-Cambridge, 1894) (Mèxic)
- Hamataliwa maculipes (Bryant, 1923) (Antigua)
- Hamataliwa marmorata Simon, 1898 (Brasil, Paraguai)
- Hamataliwa micropunctata (Mello-Leitão, 1929) (Brasil)
- Hamataliwa monroei Grimshaw, 1989 (Queensland)
- Hamataliwa nigrescens Mello-Leitão, 1929 (Brasil)
- Hamataliwa nigritarsa Bryant, 1948 (Hispaniola)
- Hamataliwa nigriventris (Mello-Leitão, 1929) (Brasil)
- Hamataliwa penicillata Mello-Leitão, 1948 (Guyana)
- Hamataliwa perdita Mello-Leitão, 1929 (Brasil)
- Hamataliwa porcata (Simon, 1898) (Brasil)
- Hamataliwa positiva Chamberlin, 1924 (Mèxic)
- Hamataliwa puta (O. P.-Cambridge, 1894) (Mèxic fins a Panamà)
- Hamataliwa quadrimaculata (Mello-Leitão, 1929) (Brasil)
- Hamataliwa rana (Simon, 1897) (Índies Occidentals)
- Hamataliwa rostrifrons (Lawrence, 1928) (Namíbia, Sud-àfrica)
- Hamataliwa rufocaligata Simon, 1898 (Etiòpia, Somàlia)
- Hamataliwa sanmenensis Song & Zheng, 1992 (Xina)
- Hamataliwa schmidti Reimoser, 1939 (Mèxic fins a Costa Rica)
- Hamataliwa sikkimensis (Tikader, 1970) (Índia, Xina)
- Hamataliwa strandi (Lessert, 1923) (Sud-àfrica)
- Hamataliwa subfacilis (O. P.-Cambridge, 1894) (Mèxic)
- Hamataliwa triangularis (Kraus, 1955) (El Salvador, Panamà)
- Hamataliwa tricuspidata (F. O. P.-Cambridge, 1902) (Costa Rica fins a Guyana)
- Hamataliwa tuberculata (Chamberlin, 1925) (Cuba)
- Hamataliwa unca Brady, 1964 (EUA)
- Hamataliwa ursa Brady, 1970 (Panamà)

### Hostus
Hostus Simon, 1898
- Hostus paroculus Simon, 1898 (Madagascar)

### Megullia
Megullia Thorell, 1897
- Megullia truncata Thorell, 1897 (Vietnam)

### Oxyopes
Oxyopes Latreille, 1804
- Oxyopes abebae Strand, 1906 (Etiòpia, Àfrica Oriental)
- Oxyopes acleistus Chamberlin, 1929 (EUA, Mèxic)
- Oxyopes aculeatus Bösenberg & Lenz, 1895 (Àfrica Oriental)
- Oxyopes affinis Lessert, 1915 (Àfrica Oriental)
- Oxyopes Àfricanus Strand, 1906 (Etiòpia)
- Oxyopes aglossus Chamberlin, 1929 (EUA)
- Oxyopes akakensis Strand, 1906 (Etiòpia, Àfrica Oriental)
- Oxyopes albertianus Strand, 1913 (Congo, Uganda)
- Oxyopes Algèrianus (Walckenaer, 1842) (Marroc, Algèria)
- Oxyopes allectus Simon, 1910 (Gabon, Guinea-Bissau)
- Oxyopes altifrons Mello-Leitão, 1941 (Brasil)
- Oxyopes amoenus L. Koch, 1878 (Queensland)
- Oxyopes angulitarsus Lessert, 1915 (Uganda)
- Oxyopes annularis Yin, Zhang & Bao, 2003 (Xina)
- Oxyopes annulipes Thorell, 1890 (Sumatra)
- Oxyopes apollo Brady, 1964 (EUA, Mèxic)
- Oxyopes arcuatus Yin, Zhang & Bao, 2003 (Xina)
- Oxyopes argentosus Simon, 1910 (Guinea-Bissau)
- Oxyopes argyrotrichius Mello-Leitão, 1929 (Brasil)
- Oxyopes armatipalpis Strand, 1912 (Índia)
- Oxyopes artemis Brady, 1969 (EUA)
- Oxyopes arushae Caporiacco, 1947 (Àfrica Oriental)
- Oxyopes ashae Gajbe, 1999 (Índia)
- Oxyopes aspirasi Barrion & Litsinger, 1995 (Filipines)
- Oxyopes assamensis Tikader, 1969 (Índia)
- Oxyopes asterion Simon, 1910 (Guinea-Bissau)
- Oxyopes attenuatus L. Koch, 1878 (Queensland, Central Austràlia)
- Oxyopes auratus Thorell, 1890 (Singapur, Sumatra)
- Oxyopes aureolus Thorell, 1899 (Camerun)
- Oxyopes auriculatus Lawrence, 1927 (Namíbia)
- Oxyopes baccatus Simon, 1897 (Etiòpia)
- Oxyopes badhyzicus Mikhailov & Fet, 1986 (Israel, Turkmenistan)
- Oxyopes balteiformis Yin, Zhang & Bao, 2003 (Xina)
- Oxyopes bantaengi Merian, 1911 (Sulawesi)
- Oxyopes bedoti Lessert, 1915 (Àfrica Oriental)
- Oxyopes berlandorum Lessert, 1915 (Àfrica Oriental)
- Oxyopes bharatae Gajbe, 1999 (Índia)
- Oxyopes bianatinus Xie & Kim, 1996 (Xina)
- Oxyopes bicorneus Zhang & Zhu, 2005 (Xina)
- Oxyopes bifidus F. O. P.-Cambridge, 1902 (Mèxic fins a Panamà)
- Oxyopes bifissus F. O. P.-Cambridge, 1902 (Mèxic fins a Costa Rica)
- Oxyopes biharensis Gajbe, 1999 (Índia)
- Oxyopes bikakaeus Barrion & Litsinger, 1995 (Filipines)
- Oxyopes birabeni Mello-Leitão, 1941 (Argentina)
- Oxyopes birmanicus Thorell, 1887 (Índia, Xina fins a Sumatra)
- Oxyopes Bolívianus Tullgren, 1905 (Bolívia)
- Oxyopes bonneti Lessert, 1933 (Angola)
- Oxyopes bothai Lessert, 1915 (Etiòpia, Àfrica Oriental)
- Oxyopes bouvieri Berland, 1922 (Etiòpia)
- Oxyopes brachiatus Simon, 1910 (Equatorial Guinea, Bioko, Congo)
- Oxyopes brevis Thorell, 1881 (Illes Aru)
- Oxyopes caboverdensis Schmidt & Krause, 1994 (Illes Cap Verd)
- Oxyopes calcaratus Schenkel, 1944 (Timor)
- Oxyopes campestratus Simon, 1910 (Guinea-Bissau, Bioko, Sao Tomé)
- Oxyopes campii Mushtaq & Qadar, 1999 (Pakistan)
- Oxyopes camponis Strand, 1915 (Camerun)
- Oxyopes candidoi Garcia-Neto, 1995 (Brasil)
- Oxyopes caporiaccoi Roewer, 1951 (Etiòpia)
- Oxyopes carvalhoi Mello-Leitão, 1947 (Brasil)
- Oxyopes castaneus Lawrence, 1927 (Namíbia)
- Oxyopes ceylonicus Karsch, 1891 (Sri Lanka)
- Oxyopes chapini Lessert, 1927 (Congo)
- Oxyopes chiapas Brady, 1975 (Mèxic)
- Oxyopes chittrae Tikader, 1965 (Índia)
- Oxyopes coccineoventris Lessert, 1946 (Congo)
- Oxyopes cochinchinensis (Walckenaer, 1837) (Vietnam)
- Oxyopes concolor Simon, 1877 (Filipines)
- Oxyopes concoloratus Roewer, 1951 (Etiòpia)
- Oxyopes constrictus Keyserling, 1891 (Brasil, Guyana)
- Oxyopes cornifrons (Thorell, 1899) (Camerun, Guinea-Bissau)
  - Oxyopes cornifrons avakubensis Lessert, 1927 (Congo)
- Oxyopes cornutus F. O. P.-Cambridge, 1902 (Mèxic)
- Oxyopes cougar Brady, 1969 (EUA)
- Oxyopes crassus Schmidt & Krause, 1995 (Illes Cap Verd)
- Oxyopes crewi Bryant, 1948 (Hispaniola)
- Oxyopes daksina Sherriffs, 1955 (Sri Lanka, Xina)
- Oxyopes decorosus Zhang & Zhu, 2005 (Xina)
- Oxyopes delesserti Caporiacco, 1947 (Etiòpia, Àfrica Oriental)
- Oxyopes delmonteensis Barrion & Litsinger, 1995 (Filipines)
- Oxyopes dingo Strand, 1913 (Central Austràlia)
- Oxyopes dubourgi Simon, 1904 (Sudan, Congo)
- Oxyopes dumonti (Vinson, 1863) (Àfrica Oriental, Madagascar fins a Seychelles)
- Oxyopes elegans L. Koch, 1878 (Queensland, Nova Gal·les del Sud)
- Oxyopes elongatus Biswas i cols., 1996 (Índia)
- Oxyopes embriki Roewer, 1951 (Etiòpia)
  - Oxyopes embriki dorsivittatus (Strand, 1906) (Etiòpia)
  - Oxyopes embriki nigriventris (Strand, 1906) (Etiòpia)
- Oxyopes erlangeri Strand, 1906 (Etiòpia)
- Oxyopes exsiccatus Strand, 1907 (Java)
- Oxyopes extensipes (Butler, 1876) (Rodríguez)
- Oxyopes falcatus Zhang, Yang & Zhu, 2005 (Xina)
- Oxyopes falconeri Lessert, 1915 (Àfrica Oriental)
- Oxyopes fallax Denis, 1955 (Niger)
- Oxyopes felinus Brady, 1964 (EUA, Mèxic)
- Oxyopes flavipalpis (Lucas, 1858) (Àfrica Occidental, Etiòpia, Somàlia)
- Oxyopes flavus Banks, 1898 (Mèxic fins a Costa Rica)
- Oxyopes fluminensis Mello-Leitão, 1929 (Brasil)
- Oxyopes foliiformis Song, 1991 (Xina)
- Oxyopes forcipiformis Xie & Kim, 1996 (Xina)
- Oxyopes fujianicus Song & Zhu, 1993 (Xina)
- Oxyopes galla Caporiacco, 1941 (Etiòpia)
- Oxyopes gaofengensis Zhang, Zhang & Kim, 2005 (Xina)
- Oxyopes gemellus Thorell, 1891 (Illes Nicobar, Malàisia)
- Oxyopes globifer Simon, 1876 (Mediterrani fins a l'Àsia central)
- Oxyopes gossypae Mushtaq & Qadar, 1999 (Pakistan)
- Oxyopes gracilipes (White, 1849) (Austràlia, Tasmània, Nova Zelanda)
- Oxyopes gratus L. Koch, 1878 (Queensland, Central Austràlia)
- Oxyopes gujaratensis Gajbe, 1999 (Índia)
- Oxyopes gurjanti Sadana & Gupta, 1995 (Índia)
- Oxyopes gyirongensis Hu & Li, 1987 (Xina)
- Oxyopes hastifer Simon, 1910 (Guinea-Bissau)
- Oxyopes hemorrhous Mello-Leitão, 1929 (Brasil)
- Oxyopes heterophthalmus (Latreille, 1804) (Paleàrtic)
- Oxyopes hilaris Thorell, 1881 (Timor)
- Oxyopes hindostanicus Pocock, 1901 (Índia, Pakistan, Sri Lanka)
- Oxyopes hoggi Lessert, 1915 (Àfrica Oriental, Angola)
- Oxyopes holmbergi Soares & Camargo, 1948 (Brasil)
- Oxyopes hostides Strand, 1906 (Etiòpia)
- Oxyopes hotingchiehi Schenkel, 1963 (Xina)
- Oxyopes hupingensis Bao & Yin, 2002 (Xina)
- Oxyopes idoneus Simon, 1910 (Guinea-Bissau)
- Oxyopes imbellis Thorell, 1890 (Malàisia)
- Oxyopes incertus Mello-Leitão, 1929 (Perú, Brasil)
- Oxyopes inconspicuus Strand, 1906 (Etiòpia)
- Oxyopes indiculus Thorell, 1897 (Myanmar)
- Oxyopes indicus (Walckenaer, 1805) (Índia)
- Oxyopes infidelis Strand, 1906 (Etiòpia)
- Oxyopes inversus Mello-Leitão, 1949 (Brasil)
- Oxyopes jabalpurensis Gajbe & Gajbe, 1999 (Índia)
- Oxyopes jacksoni Lessert, 1915 (Àfrica Oriental)
- Oxyopes javanus Thorell, 1887 (Índia, Xina fins a Java, Filipines)
  - Oxyopes javanus nicobaricus Strand, 1907 (Illes Nicobar)
- Oxyopes jianfeng Song, 1991 (Xina)
- Oxyopes jubilans O. P.-Cambridge, 1885 (Karakorum, Pakistan, Xina)
- Oxyopes juvencus Strand, 1907 (Sri Lanka)
- Oxyopes kamalae Gajbe, 1999 (Índia)
- Oxyopes ketani Gajbe & Gajbe, 1999 (Índia)
- Oxyopes keyserlingi Thorell, 1881 (Nova Guinea)
- Oxyopes kobrooricus Strand, 1911 (Illes Aru)
- Oxyopes kochi Thorell, 1897 (Myanmar)
- Oxyopes Coreanus Paik, 1969 (Corea, Japó)
- Oxyopes kovacsi Caporiacco, 1947 (Etiòpia)
- Oxyopes kraepelinorum Bösenberg, 1895 (Illes Canàries)
- Oxyopes kumarae Biswas & Roy, 2005 (Índia)
- Oxyopes kusumae Gajbe, 1999 (Índia)
- Oxyopes lagarus Thorell, 1895 (Myanmar)
- Oxyopes lautus L. Koch, 1878 (Queensland, Central Austràlia)
- Oxyopes lenzi Strand, 1907 (Sud-àfrica)
- Oxyopes lepidus (Blackwall, 1864) (Índia)
- Oxyopes licenti Schenkel, 1953 (Rússia, Xina, Corea, Japó)
- Oxyopes lineatifemur Strand, 1906 (Etiòpia)
- Oxyopes lineatipes (C. L. Koch, 1847) (Xina fins a les Filipines, Sumatra, Java)
- Oxyopes lineatus Latreille, 1806 (Paleàrtic)
  - Oxyopes lineatus occidentalis Kulczyn'ski, 1907 (Itàlia)
- Oxyopes longespina Caporiacco, 1940 (Etiòpia)
- Oxyopes longetibiatus Caporiacco, 1941 (Etiòpia)
- Oxyopes longinquus Thorell, 1891 (Myanmar, Illes Nicobar)
- Oxyopes longipalpis Lessert, 1946 (Congo)
- Oxyopes longispinosus Lawrence, 1938 (Sud-àfrica)
- Oxyopes longispinus Saha & Raychaudhuri, 2003 (Índia)
- Oxyopes ludhianaensis Sadana & Goel, 1995 (Índia)
- Oxyopes luteoaculeatus Strand, 1906 (Etiòpia)
- Oxyopes lynx Brady, 1964 (EUA)
- Oxyopes macilentus L. Koch, 1878 (Xina fins a Austràlia)
- Oxyopes macroscelides Mello-Leitão, 1929 (Brasil, Paraguai)
- Oxyopes maripae Caporiacco, 1954 (Guaiana Francesa)
- Oxyopes masculinus Caporiacco, 1954 (Guaiana Francesa)
- Oxyopes mathias Strand, 1913 (Uganda)
- Oxyopes matiensis Barrion & Litsinger, 1995 (Filipines)
- Oxyopes mediterraneus Levy, 1999 (Mediterrani)
- Oxyopes megalops Caporiacco, 1947 (Àfrica Oriental)
- Oxyopes m-fasciatus Piza, 1938 (Brasil)
- Oxyopes minutus Biswas i cols., 1996 (Índia)
- Oxyopes mirabilis Zhang, Yang & Zhu, 2005 (Xina)
- Oxyopes modestus Simon, 1876 (Congo)
- Oxyopes molarius L. Koch, 1878 (Queensland)
- Oxyopes naliniae Gajbe, 1999 (Índia)
- Oxyopes nanulineatus Levy, 1999 (Israel)
- Oxyopes nigripalpis Kulczyn'ski, 1891 (Mediterrani)
- Oxyopes nigrolineatus Mello-Leitão, 1941 (Argentina)
- Oxyopes nilgiricus Sherriffs, 1955 (Sri Lanka)
- Oxyopes ningxiaensis Tang & Song, 1990 (Xina)
- Oxyopes niveosigillatus Mello-Leitão, 1945 (Argentina)
- Oxyopes notivittatus Strand, 1906 (Etiòpia)
- Oxyopes obscurifrons Simon, 1910 (Sao Tomé)
- Oxyopes occidens Brady, 1964 (EUA, Mèxic)
- Oxyopes ocelot Brady, 1975 (Mèxic)
- Oxyopes oranicola Strand, 1906 (Algèria)
- Oxyopes ornatus (Blackwall, 1868) (Tropical Àfrica)
- Oxyopes oryzae Mushtaq & Qadar, 1999 (Pakistan)
- Oxyopes ovatus Biswas i cols., 1996 (Índia)
- Oxyopes pallidecoloratus Strand, 1906 (Etiòpia, Congo, Àfrica Oriental, Madagascar)
  - Oxyopes pallidecoloratus nigricans Caporiacco, 1947 (Àfrica Oriental)
- Oxyopes pallidus (C. L. Koch, 1838) (Índies Occidentals)
- Oxyopes palliventer Strand, 1911 (Illes Aru)
- Oxyopes pandae Tikader, 1969 (Índia)
- Oxyopes pankaji Gajbe & Gajbe, 2001 (Índia)
- Oxyopes panther Brady, 1975 (EUA, Mèxic)
- Oxyopes papuanus Thorell, 1881 (Nova Guinea, Illes Solomon, Queensland)
- Oxyopes pardus Brady, 1964 (EUA)
- Oxyopes patalongensis Simon, 1901 (Malàisia)
- Oxyopes pawani Gajbe, 1992 (Índia)
- Oxyopes pennatus Schenkel, 1936 (Xina)
- Oxyopes personatus Simon, 1896 (Sud-àfrica)
- Oxyopes pigmentatus Simon, 1890 (Israel, Iemen)
- Oxyopes pingasus Barrion & Litsinger, 1995 (Filipines)
- Oxyopes positivus Roewer, 1961 (Senegal)
- Oxyopes praedictus O. P.-Cambridge, 1885 (Yarkand)
- Oxyopes providens Thorell, 1890 (Sumatra)
- Oxyopes pugilator Mello-Leitão, 1929 (Brasil)
- Oxyopes pulchellus (Lucas, 1858) (Congo)
- Oxyopes punctatus L. Koch, 1878 (Queensland)
- Oxyopes purpurissatus Simon, 1910 (Congo)
- Oxyopes quadridentatus Thorell, 1895 (Myanmar)
- Oxyopes quadrifasciatus L. Koch, 1878 (Queensland)
- Oxyopes rajai Saha & Raychaudhuri, 2003 (Índia)
- Oxyopes ramosus (Martini & Goeze, 1778) (Paleàrtic)
- Oxyopes ratnae Tikader, 1970 (Índia)
- Oxyopes raviensis Dyal, 1935 (Pakistan)
- Oxyopes reddyi Majumder, 2004 (Índia)
- Oxyopes reimoseri Caporiacco, 1947 (Àfrica Oriental)
- Oxyopes rejectus O. P.-Cambridge, 1885 (Yarkand)
- Oxyopes reticulatus Biswas i cols., 1996 (Índia)
- Oxyopes rouxi Strand, 1911 (Illes Aru)
- Oxyopes royi Roewer, 1961 (Senegal)
- Oxyopes rubicundus L. Koch, 1878 (Nova Gal·les del Sud)
- Oxyopes rubriventer Caporiacco, 1941 (Àfrica Oriental)
  - Oxyopes rubriventer paecilus Caporiacco, 1941 (Etiòpia)
- Oxyopes rubrosignatus Keyserling, 1891 (Brasil)
- Oxyopes rufisternis Pocock, 1901 (Sri Lanka)
- Oxyopes rufovittatus Simon, 1886 (Senegal)
- Oxyopes rukminiae Gajbe, 1999 (Índia)
- Oxyopes russoi Caporiacco, 1940 (Somàlia)
- Oxyopes russulus Thorell, 1895 (Myanmar)
- Oxyopes rutilius Simon, 1890 (Iemen, Socotra)
- Oxyopes ruwenzoricus Strand, 1913 (Uganda)
- Oxyopes ryvesi Pocock, 1901 (Índia, Pakistan)
- Oxyopes saganus Bösenberg & Strand, 1906 (Japó)
- Oxyopes sakuntalae Tikader, 1970 (Índia)
- Oxyopes salticus Hentz, 1845 (EUA fins a Brasil)
- Oxyopes saradae Biswas & Roy, 2005 (Índia)
- Oxyopes scalaris Hentz, 1845 (Amèrica del Nord)
- Oxyopes schenkeli Lessert, 1927 (Congo)
- Oxyopes sectus Mello-Leitão, 1929 (Brasil)
- Oxyopes sertatoides Xie & Kim, 1996 (Xina)
- Oxyopes sertatus L. Koch, 1877 (Xina, Corea, Taiwan, Japó)
- Oxyopes setipes Thorell, 1890 (Borneo)
- Oxyopes sexmaculatus Mello-Leitão, 1929 (Perú, Brasil)
- Oxyopes shweta Tikader, 1970 (Índia, Xina)
- Oxyopes sinaiticus Levy, 1999 (Egipte)
- Oxyopes singularis Lessert, 1927 (Congo)
- Oxyopes sitae Tikader, 1970 (Índia, Illes Andaman)
- Oxyopes sjostedti Lessert, 1915 (Etiòpia, Àfrica Oriental)
- Oxyopes sobrinus O. P.-Cambridge, 1872 (Líbia, Israel)
- Oxyopes squamosus Simon, 1886 (Senegal)
- Oxyopes stephanurus Mello-Leitão, 1929 (Brasil)
- Oxyopes sternimaculatus Strand, 1907 (Sud-àfrica)
- Oxyopes strandi Caporiacco, 1939 (Etiòpia)
- Oxyopes striagatus Song, 1991 (Xina)
- Oxyopes striatus (Doleschall, 1857) (Myanmar fins a Nova Guinea)
- Oxyopes subabebae Caporiacco, 1941 (Etiòpia)
- Oxyopes subhadrae Tikader, 1970 (Índia)
- Oxyopes subimali Biswas i cols., 1996 (Índia)
- Oxyopes subjavanus Strand, 1907 (Java)
- Oxyopes summus Brady, 1975 (Costa Rica, Panamà)
- Oxyopes sunandae Tikader, 1970 (Índia)
- Oxyopes sushilae Tikader, 1965 (Índia, Xina)
- Oxyopes taeniatulus Roewer, 1955 (Brasil)
- Oxyopes taeniatus Thorell, 1877 (Sumatra, Java, Sulawesi)
- Oxyopes takobius Andreeva & Tyschchenko, 1969 (Àsia central)
- Oxyopes tapponiformis Strand, 1911 (Moluques, Nova Guinea)
- Oxyopes tenellus Song, 1991 (Xina)
- Oxyopes tibialis F. O. P.-Cambridge, 1902 (Guatemala, El Salvador)
- Oxyopes tiengianensis Barrion & Litsinger, 1995 (Vietnam)
- Oxyopes timorensis Schenkel, 1944 (Timor)
- Oxyopes timorianus (Walckenaer, 1837) (Timor)
- Oxyopes toschii Caporiacco, 1949 (Kenya)
- Oxyopes travancoricola Strand, 1912 (Índia)
- Oxyopes tridens Brady, 1964 (EUA, Mèxic)
- Oxyopes tuberculatus Lessert, 1915 (Àfrica Oriental)
  - Oxyopes tuberculatus mombensis Lessert, 1915 (Àfrica Oriental)
- Oxyopes ubensis Strand, 1906 (Etiòpia)
- Oxyopes uncinatus Lessert, 1915 (Àfrica Oriental)
- Oxyopes vanderysti Lessert, 1946 (Congo)
- Oxyopes variabilis L. Koch, 1878 (Queensland, Central Austràlia)
- Oxyopes versicolor Thorell, 1887 (Myanmar)
- Oxyopes vogelsangeri Lessert, 1946 (Congo)
- Oxyopes wokamanus Strand, 1911 (Illes Aru)
- Oxyopes wroughtoni Pocock, 1901 (Índia, Pakistan)
- Oxyopes xinjiangensis Hu & Wu, 1989 (Xina)
- Oxyopes yiliensis Hu & Wu, 1989 (Xina)
- Oxyopes zavattarii Caporiacco, 1939 (Etiòpia)

### Peucetia
Peucetia Thorell, 1869
- Peucetia akwadaensis Patel, 1978 (Índia, Xina)
- Peucetia albescens L. Koch, 1878 (Queensland)
- Peucetia arabica Simon, 1882 (North, Àfrica Oriental, Orient Pròxim)
- Peucetia ashae Gajbe & Gajbe, 1999 (Índia)
- Peucetia biharensis Gajbe, 1999 (Índia)
- Peucetia cayapa Santos & Brescovit, 2003 (Ecuador, Perú)
- Peucetia choprai Tikader, 1965 (Índia)
- Peucetia crucifera Lawrence, 1927 (Namíbia)
- Peucetia elegans (Blackwall, 1864) (Índia)
- Peucetia flava Keyserling, 1877 (Veneçuela fins a Argentina)
- Peucetia formosensis Kishida, 1930 (Taiwan)
- Peucetia gauntleta Saha & Raychaudhuri, 2004 (Índia)
- Peucetia gerhardi Van Niekerk & Dippenaar-Schoeman, 1994 (Oest, Àfrica Central i Oriental)
- Peucetia graminea Pocock, 1900 (Índia)
- Peucetia harishankarensis Biswas, 1975 (Índia)
- Peucetia jabalpurensis Gajbe & Gajbe, 1999 (Índia)
- Peucetia ketani Gajbe, 1992 (Índia)
- Peucetia latikae Tikader, 1970 (Índia, Xina)
- Peucetia lesserti Van Niekerk & Dippenaar-Schoeman, 1994 (Niger, Kenya)
- Peucetia longipalpis F. O. P.-Cambridge, 1902 (EUA fins a Veneçuela)
- Peucetia longipes Pocock, 1899 (Àfrica Central i Occidental)
- Peucetia lucasi (Vinson, 1863) (Illes Comoro, Madagascar)
- Peucetia macroglossa Mello-Leitão, 1929 (Colòmbia, Brasil, Guyana)
- Peucetia maculifera Pocock, 1900 (Sud-àfrica)
- Peucetia madagascariensis (Vinson, 1863) (Illes Comoro, Madagascar)
- Peucetia madalenae Van Niekerk & Dippenaar-Schoeman, 1994 (Àfrica Meridional)
- Peucetia margaritata Hogg, 1914 (Illes Montebello)
- Peucetia myanmarensis Barrion & Litsinger, 1995 (Myanmar)
- Peucetia nicolae Van Niekerk & Dippenaar-Schoeman, 1994 (Sud-àfrica)
- Peucetia pawani Gajbe, 1999 (Índia)
- Peucetia procera Thorell, 1887 (Myanmar)
- Peucetia pulchra (Blackwall, 1865) (Central, Àfrica Meridional)
- Peucetia punjabensis Gajbe, 1999 (Índia)
- Peucetia rajani Gajbe, 1999 (Índia)
- Peucetia ranganathani Biswas & Roy, 2005 (Índia)
- Peucetia rubrolineata Keyserling, 1877 (Panamà fins a Argentina)
- Peucetia striata Karsch, 1878 (Iemen fins a Sud-àfrica, Illes Comoro, Santa Helena)
- Peucetia transvaalica Simon, 1896 (Central, Àfrica Meridional)
- Peucetia virescens (O. P.-Cambridge, 1872) (Orient Pròxim)
- Peucetia viridana (Stoliczka, 1869) (Índia fins a Myanmar)
- Peucetia viridans (Hentz, 1832) (North & Amèrica Central, Índies Occidentals, Veneçuela)
- Peucetia viridis (Blackwall, 1858) (Espanya, Àfrica, Orient Pròxim; Índies Occidentals (introd.))
- Peucetia viveki Gajbe, 1999 (Índia)
- Peucetia yogeshi Gajbe, 1999 (Índia)

### Pseudohostus
Pseudohostus Rainbow, 1915
- Pseudohostus squamosus Rainbow, 1915 (Sud d'Austràlia)

### Schaenicoscelis
Schaenicoscelis Simon, 1898
- Schaenicoscelis concolor Simon, 1898 (Brasil)
- Schaenicoscelis elegans Simon, 1898 (Brasil)
- Schaenicoscelis exilis Mello-Leitão, 1930 (Brasil)
- Schaenicoscelis guianensis Caporiacco, 1947 (Guyana)
- Schaenicoscelis leucochlora Mello-Leitão, 1929 (Brasil)
- Schaenicoscelis luteola Mello-Leitão, 1929 (Brasil)
- Schaenicoscelis viridis Mello-Leitão, 1927 (Brasil)

### Tapinillus
Tapinillus Simon, 1898
- Tapinillus caldensis (Garcia-Neto, 1989) (Brasil)
- Tapinillus longipes (Taczanowski, 1872) (Panamà fins a Perú, Brasil, Guaiana Francesa)
- Tapinillus purpuratus Mello-Leitão, 1940 (Brasil)
- Tapinillus roseisterni Mello-Leitão, 1930 (Brasil)

### Tapponia
Tapponia Simon, 1885
- Tapponia austera Thorell, 1894 (Singapur)
- Tapponia cornuta Thorell, 1895 (Myanmar)
- Tapponia fronto (Thorell, 1890) (Sumatra)
- Tapponia heterosticta Pocock, 1897 (Sulawesi, Moluques)
- Tapponia hieroglyphica (Thorell, 1887) (Myanmar, Sumatra, Borneo)
- Tapponia incompta Thorell, 1895 (Myanmar)
- Tapponia insulana Thorell, 1891 (Illes Nicobar)
- Tapponia latifrons (Thorell, 1890) (Sumatra)
- Tapponia micans Simon, 1885 (Sumatra, Borneo)
- Tapponia obtEUA (Thorell, 1892) (Sumatra)
- Tapponia pupulus (Thorell, 1890) (Illes Nias)
- Tapponia severa Thorell, 1895 (Myanmar)
- Tapponia signifera (Doleschall, 1859) (Java)
- Tapponia superba (Thorell, 1887) (Myanmar)